# Sjadrinsk
Sjadrinsk (ryska Шадринск) är en stad i Kurgan oblast i Ryssland. Staden ligger 146 kilometer nordväst om Kurgan. Folkmängden uppgår till cirka 77 000 invånare.

## Historia
Orten grundades 1662. Stadsrättigheter erhölls mellan 1712 och 1732 och sedan 1781.